# Gaultheria rupestris
Espèce
Gaultheria rupestris est une espèce d'arbrisseau de la famille des Ericaceae.

## Description
Cette espèce peut atteindre jusqu'à 1,5 mètre de hauteur et possède des branches dressées ou étalées. Les feuilles adultes sont de couleur brunâtre à vert foncé. Cet arbrisseau produit des grappes de fleurs blanches.
Les graines sont dispersées par le vent.

## Liste des variétés
Selon GBIF (3 juin 2025) :
- Gaultheria rupestris var. rupestris
- Gaultheria rupestris var. subcorymbosa (Colenso) B.L.Burtt & A.W.Hill

## Taxonomie
Le nom correct complet (avec auteur) de ce taxon est Gaultheria rupestris (G.Forst.) R.Br..
L'espèce a été initialement classée dans le genre Andromeda sous le basionyme Andromeda rupestris G.Forst..
Gaultheria rupestris a pour synonymes :
- Andromeda rupestris G.Forst.
- Brossaea rupestris (G.Forst.) Kuntze
- Gaultheria divergens Colenso
- Gaultheria rupestris var. lanceolata Cheeseman
- Gaultheria rupestris var. parvifolia Cheeseman, 1925
- Gaultheria rupestris (G.Forst.) G.Don